# Герб Никополя
Герб Никополя (укр. Герб Нікополя) — один из символов города Никополь Днепропетровской области Украины, утверждённый 28 ноября 2000 года решением Никопольского городского совета. Автор герба — В. Живогляд.

## Описание
Герб города представляет собой геральдический щит испанской формы в лазуревом поле, на котором изображён казак (вершник) с саблей в правой руке, поднятой над головой. Золотой вершник мчится над двумя серебряными волнистыми полосами. Под полосами и над вершником размещены по одной золотой восьмиконечной звезде, по обе стороны от которых расположены по три восьмиконечные звёзды, каждая из которых меньше предыдущей. Щит обрамлён декоративным серебряным картушем и увенчан городской короной в виде трёх башен. В средней части — асимметричное изображение пергамента, с его левой стороны — булава, с правой — бунчук. Нижняя часть картуша представлена в виде адмиралтейского якоря.

## Символика
- Синий (лазоревый) цвет означает верность, честь, безупречность, небесный рассвет и чистые воды.
- Золото — символ силы, богатства и постоянства.
- Серебро символизирует неприкосновенность.
- Казак-всадник с клейнодами указывает на силу и верность защитника Родины, а также является символом движения Украины и её народа к свободе и независимости.
- Волны воплощают воды главной украинской реки Днепр, на которой стоит Никополь.
- Якорь указывает на занятость населения города рыболовством и мореплаванием.
- Звёзды являются символом безграничного и необъятного космоса, а также исторических реалий прошлого — известных ранее в Запорожской Сечи и Малороссии созвездия Большой Повозки (Большая Медведица) и Чумацкого шляха (Млечный Путь). Золотая звезда означает Никитинскую Сечь, которая и начала Освободительную войну против Речи Посполитой.

## История

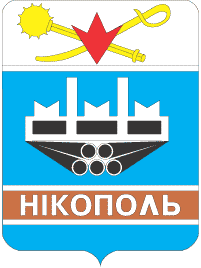
Герб, утверждённый в 1966 году

В СССР герб Никополя был утверждён 17 ноября 1966 года решением исполкома Никопольского горсовета.
Герб разделён на две неравные между собой части лазоревого (нижняя часть) и серебряного (верхняя часть) цветов. В верхней части размещены скрещенные золотые сабля и булава и красное стилизованное изображение Вечного огня (символизирует историческую связь с Запорожской Сечью и участие города в Великой Отечественной войне). Лазоревая часть символизирует Каховское водохранилище, на берегу которого и стоит Никополь; в ней находится стилизованное чёрное изображение Никопольского южно-трубного завода и труб. Чуть ниже размещён карминный пояс с надписью «Нікополь», символизирующий залежи марганца в УССР.